# Gerrard Winstanley
Gerrard Winstanley (Wigan, 19 de octubre de 1609-10 de septiembre de 1676) fue un reformador protestante inglés y activista político durante la época del Protectorado de Oliver Cromwell. Winstanley fue uno de los fundadores del grupo inglés conocido como True Levellers (Igualitarios Auténticos) debido a sus creencias basadas en un comunitarismo cristiano. También fueron conocidos como Diggers (Cavadores) debido a sus acciones de ocupar tierras comunes y cavar en ellas para cultivar.

## Biografía
Los inicios de su vida son bastante desconocidos, pero se sabe que fue bautizado en Wigan en 1609, entonces parte de la provincia de West Derby, en Lancanshire. Fue el hijo de Edward Winstanley, un pequeño comerciante. Hacia 1630 se mudó a Londres donde se convirtió en aprendiz y unos años después, en 1638, entró a trabajar en la Merchant Tailor's Company. Se casó con Susan King, la hija del cirujano londinense William King al año siguiente. La guerra civil inglesa destruyó su negocio y en 1643 declaró la bancarrota. Su suegro ayudó al matrimonio a mudarse a Cobham, en Surrey, donde trabajó un tiempo como ganadero. Y durante un tiempo asistía estrictamente a la iglesia, pero a raíz de esto, se dio cuenta de que creer tal y como lo hacía el clero solo llevaba a una vida de “confusión y esclavitud”.
Tras esto, Winstalney fue ganando el renombre de reformador protestante y activista político en la época del Protectorado de Oliver Cromwell. Y durante la guerra civil surgieron varios grupos políticos entre los que destacaban los Igualitarios (Levellers) al mando de John Lilburne. Luego un grupo más radical con creencias basadas en un comunitarismo cristiano y en contra posición con el anterior se fundó bajo el título de Igualitarios Auténticos (True levellers) liderados por Winstalney. También eran conocidos como Diggers (Cavadores), debido a los actos de ocupar tierras comunes y cavar en ellas para cultivo. Lilburne pretendía la igualdad ante la ley, pero mantenía el derecho a la propiedad privada, mientras Winstanley luchaba por eliminar las diferencias causadas por las propiedades privadas.  

## La Nueva Ley de la Justicia
Winstanley publicó una pequeña obra llamada "La Nueva Ley de la Justicia" (The New Law of Righteousness) donde defendía una suerte de "comunismo" cristiano. La base de esta creencia se sustenta en el libro de los Hechos de los Apóstoles, captíulo 2, versículos 44 y 45 donde dice: 44. Todos los creyentes vivían unidos y tenían todo en común. 45. Vendían sus posesiones y sus bienes y repartían el precio entre todos, según la necesidad de cada uno. En su argumentación, Winstanley establece: "En el principio de los tiempos, Dios creó la Tierra. Nada fue dicho acerca de que una parte de la humanidad debiera dominar al resto, pero el egoísmo llevó a un hombre a dominar a los demás". Existe una excelente traducción de la obra principal de Winstanley a cargo del Profesor Enrique Bocardo Crespo, que además realiza un magnífico estudio preliminar que introduce al público de habla española en la filosofía de Winstanley. "La ley de la libertad en una plataforma". Editorial Tecnos, Colección Clásicos del Pensamiento: Madrid, 2005.
Winstanley tomó como sus textos de referencia la historia sagrada de la Biblia donde se afirma que todos los hombres descendemos de una rama común y demostró ser muy escéptico con respecto al poder de los reyes. Según su visión, en el Nuevo Testamento se afirma que Dios no quiere que existan entre las personas dominaciones de amo-esclavo o de otra clase de naturaleza. Debido a esto, Winstanley reinterpretó el Cristianismo en su sentido primitivo comunitario, igualitario y solidario, que después tanta influencia tendría en las teorías socialistas sobre abolir la propiedad y la aristocracia.

## LosDiggers
En 1649, Winstanley y sus seguidores ocuparon tierras comunes o incultas en Surrey, Buckinghamshire, Kent y Northamptonshire y empezaron a cultivarlas y a distribuirlas. Los propietarios locales, asustados ante las actividades de los diggers, enviaron grupos de mercenarios para acabar con ellos y destruir sus colonias. Winstanley protestó ante el gobierno pero fue en vano y las colonias fueron abandonadas.
Tras el primer intento fracasado, en 1650 se trasladó a Pirton (Hertfordshire) donde encontró trabajo como mayordomo de Lady Eleanor Davies. Dicho trabajo duró poco porque en menos de un año, Lady Davies acusó a Winstanley de desocuparse de sus actividades y decidió retornar a Cobham.
Winstanley siguió abogando por la redistribución de la tierra. En 1652 publicó otro tratado, "La Ley de la Libertad" (The Law of Freedom), tal vez su obra más conocida, donde argumenta que el cristianismo de base solo existirá cuando la propiedad y los salarios hayan sido abolidos. Siguiendo su tradición de fijarse en los escritos bíblicos, Winstanley pensaba en una sociedad comunista estructurada según líneas patriarcales y familiares.

## Últimos años
En 1657, el matrimonio de Winstanley y Susan King recibió como regalo una propiedad en Ham Manor, cerca de Cobham, por parte de su suegro. Este hecho renovó su estatus social en la comunidad local y se convirtió en oficial municipal de Cobham en 1659, encargado de atender a los pobres en 1660 y guardián de la iglesia en 1667. Fue elegido como Chief Constable de Elmbridge en octubre de 1671. 
Cuando murió su mujer, Susan, en 1664, Winstanley recibió de su suegro cincuenta libras por la tierra que poseía y volvió a Londres a dedicarse al comercio, sin perder sus contactos en Surrey. Hacia 1665 se casó con su segunda esposa, Elizabeth Stanley. Winstanley murió en 1676 en medio de disputas legales por temas de herencia. Su deceso fue registrado en los Libros cuáqueros.

## Ideología
Su comunismo nivelador abogaba por la colectivización de la tierra y de todos los recursos naturales como bienes fundamentales de todo el pueblo. A su juicio, el régimen ideal debía basarse en la pequeña economía de los pequeños campesinos y artesanos.
La producción y las mejoras técnicas están llamadas a proporcionar abundancia de bienes materiales al pueblo y ayudarle a emanciparse de las fuerzas de la naturaleza. A ser más autónomo respecto a ella, sin despreciar su valor en la creación.
El ideal político de Winstanley se cifraba en la república verdaderamente democrática. Su utopismo se entrelazaba a la par que representaba con la lucha de clases de su tiempo. Se lo identifica por varias de sus propuestas como un precursor del anarquismo, del socialismo, del actual movimiento Cuáquero no teísta y de la Teología de la Liberación.

## Literatura
- Claus Bernet. Winstanley, Gerrard (1609–1676) en: Biographisch-Bibliographisches Kirchenlexikon 36, Nordhausen 2015, p. 1305–1312, ISBN 978-3-88309-920-0.

- Andrew Bradstock. Winstanley and the Diggers: 1699–1999. Cass, London, 2000, ISBN 0-7146-5105-2

- Gernot Lennert. Die Diggers – eine frühkommunistische Bewegung in der englischen Revolution. Trotzdem Verlag, Grafenau 1986.

- David Mulder. The alchemy of revolution: Winstanley’s occultism and the 17th century English communism. Lang, New York, 1990, ISBN 0-8204-1173-6

- Matheron, François. Winstanley und die Digger. Konstituierende Multituden im 17. Jahrhundert. in: Atzert/Müller (ed.) Immaterielle Arbeit und imperiale Souveränität, Westf. Dampfboot, Münster, 2004, ISBN 3-89691-545-2